# La marca de la bestia (relato)
La marca de la bestia (The Mark of the Beast) es un relato o novela corta de Rudyard Kipling. Fue una de las primeras apariciones de hombres lobos en la literatura moderna. El relato transcurre en la India, país donde nació el mismo Kipling y del cual tenía muchos conocimientos. Fue publicado por primera vez en The Pioneer el 12 y 14 de julio de 1890, en el Pioneer Mail el 16 de julio y en el New York Journal en julio del mismo año.

## Resumen
Tres amigos británicos en la India, Fleete, Strickland y el relator, vuelven de una noche de juerga antes del día de Año Nuevo. Fleete, el más ebrio, entra corriendo a un templo dedicado al dios Hanuman, agrede a varios monjes que estaban adorando y apaga un cigarrillo en la estatua de la deidad. Los monjes se enfurecen y un leproso, al cual el relator llama "el Hombre de Plata" por su palidez, ataca a Fleete mordiéndolo en el pecho.
Al día siguiente notan la herida que Fleete tiene en el pecho izquierdo, además de reparar en el extraño comportamiento de este, el cual desea insaciablemente comer carne casi cruda. A lo largo del día se dan cuenta de que Fleete adquiere un comportamiento cada vez más extraño y bestial, hasta que al final este empieza a comportarse como un lobo en su totalidad. Dumoise, un médico, lo atiende y le diagnostica hidrofobia. Mientras, se dan cuenta de que el Hombre de Plata fue a buscarlos y su presencia altera a Fleete.
Decididos a acabar con lo que están seguros es una maldición, Strickland y el relator capturan al Hombre de Plata y durante la noche lo fuerzan a retirar la maldición de Fleete. Cuando lo logran, liberan al leproso y Fleete cae dormido, para despertar unas horas después sin recordar nada de lo ocurrido el día anterior.